# Flèche wallonne 1963
La Flèche wallonne 1963, 27e édition de la course, a lieu le 6 mai 1963 sur un parcours de 213 km. La victoire revient au Français Raymond Poulidor qui a terminé la course en 6 h 08 min 39 s, devant les Néerlandais Jan Janssen et Peter Post.
Sur la ligne d’arrivée à Charleroi, 45 des 115 coureurs au départ à Liège ont terminé la course.

## Classement final
| #  | Coureur               | Équipe                      |    | Temps           |
| -- | --------------------- | --------------------------- | -- | --------------- |
| 1  | Raymond Poulidor      | Mercier-Hutchinson-BP       | en | 6 h 08 min 39 s |
| 2  | Jan Janssen           | Pelforth-Sauvage-Lejeune    | +  | 11 s            |
| 3  | Peter Post            | Dr. Mann                    |    | 11 s            |
| 4  | Georges Vanconingsloo | Solo-Terrot-Van Steenbergen |    | 11 s            |
| 5  | Willy Bocklant        | Faema-Flandria              |    | 13 s            |
| 6  | Pino Cerami           | Peugeot-BP                  |    | 13 s            |
| 7  | Clément Roman         | Faema-Flandria              |    | 13 s            |
| 8  | Armand Desmet         | Faema-Flandria              |    | 13 s            |
| 9  | Willy Vanden Berghen  | Mercier-Hutchinson-BP       |    | 18 s            |
| 10 | Tom Simpson           | Peugeot-BP                  |    | 23 s            |